# 2032
2032 (MMXXXII) kommer att bli ett skottår som börjar en torsdag i den gregorianska kalendern.

## Framtida händelser

### Juli
- 23 juli–8 augusti - De 35:e olympiska sommarspelen förväntas äga rum i Brisbane i Queensland i Australien.

### Augusti
- 24 augusti–5 september - Paralympiska sommarspelen förväntas äga rum i Brisbane i Queensland i Australien.

### November
- 13 november – Merkuriuspassage.

### Okänt datum
- Beräknad återkomst till jordens omloppsbana av J002E3-objekt.
- Projektet med att måla om Öresundsbron beräknas vara färdigt efter 13 års arbete.[1]